# 4 août aux Jeux olympiques d'été de 2016
Navigation
3 août 5 août
Le jeudi 4 août 2016 est le deuxième jour de compétitions des Jeux olympiques d'été de 2016 se déroulant à Rio de Janeiro au Brésil. Toutefois, il ne s'agit pas de l'ouverture officielle de ces Jeux puisque la cérémonie d'ouverture ne se déroule que le 5 août au Stade Maracanã, soit le lendemain. En effet, depuis les Jeux de Sydney en l'an 2000 les tournois masculins et féminins de football débutent deux jours avant la cérémonie d'ouverture en raison de contraintes liées au temps de récupération obligatoire entre les matchs et au calendrier des Jeux olympiques strictement limité à seize jours par le CIO.

## Programme et résultats

### Programme
Depuis les Jeux olympiques de Sydney en 2000, les tournois de football ouvrent les compétitions olympiques deux jours en amont de la cérémonie d'ouverture qui marque le début officiel des Jeux olympiques non par tradition mais par obligation. En effet, la FIFA impose qu'au moins quarante-huit heures de repos soient laissées entre deux matchs. Afin de respecter cet espacement entre les rencontres ainsi que la durée des Jeux qui est limité à seize jours par le CIO, les compétitions de football doivent nécessairement débuter avant l'ouverture officielle. Cette organisation est regrettée par certains sportifs, comme la joueuse française Marie-Laure Delie, qui se sentent ainsi à l'écart des Jeux, sensation accentuée par l'importante distance entre Rio et les différents sites accueillant les rencontres de football.
Est inscrite au programme du deuxième jour de compétition, la première journée de la phase de groupe du tournoi masculin de football. Huit affiches ont lieu ce-jour, à savoir dans le groupe A Irak-Danemark et Brésil-Afrique du Sud au Stade national de Brasilia Mané Garrincha, dans le groupe B Suède-Colombie et Nigeria-Japon dans l'Arena da Amazônia à Manaus, dans le groupe C Mexique-Allemagne et Fidji-Corée du Sud à l'Itaipava Arena Fonte Nova de Salvador et dans le groupe D Honduras-Algérie et Portugal-Argentine au Stade olympique Nilton-Santos à Rio de Janeiro.

### Résultats

#### Football

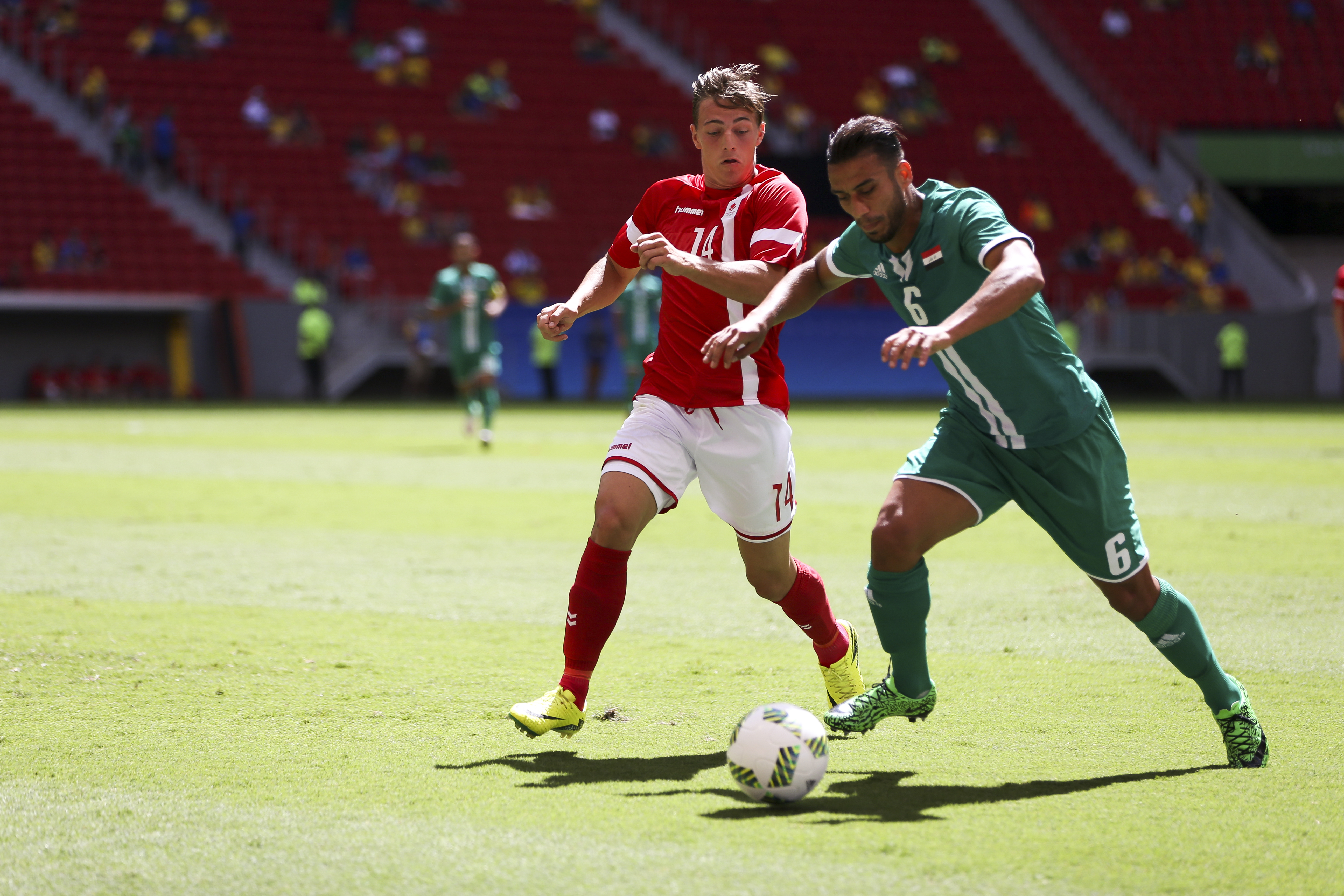
Duel entre Casper Nielsen (en rouge) et Ali Adnan Kadhim (en vert).

Le premier match de la journée et du tournoi masculin oppose l'équipe d'Irak, absente des Jeux olympiques depuis sa quatrième place obtenue à Athènes en 2004 et récent troisième du Championnat d'Asie des moins de 23 ans, au Danemark qui retrouve le tournoi olympique après vingt-quatre ans d'absence. Après un début de match à l'avantage des Danois qui se créent deux grosses occasions, l'Irak pose sa main sur la rencontre et frappe quinze fois au but sans toutefois parvenir à tromper le portier danois Jeppe Højbjerg. Les deux équipes se quittent sur un score nul et vierge, l'Irak pouvant nourrir des regrets,.
La deuxième affiche du jour, la première du groupe D, voit s'affronter au Stade olympique Nilton-Santos le Honduras, qui enchaîne un troisième tournoi olympique consécutif, à l'Algérie qui fait son retour aux Jeux olympiques trente-six ans après sa dernière et unique participation à Moscou en 1980.

#### Tableau récapitulatif
| Heure UTC−03:00 (Rio de Janeiro)              |               |
| bleu                                          | Cérémonie     |
| neutre                                        | Épreuve       |
| or                                            | Finale        |
| orange                                        | Petite finale |
| rose                                          | Reporté       |
| gris                                          | Annulé        |
| Compétition masculine                         | Hommes        |
| Compétition féminine                          | Femmes        |
| Compétition mixte (hommes et femmes mélangés) | Mixte         |
| Compétition en couple (1 homme et 1 femme)    | Couple        |
| modifier                                      |               |

| Horaire | Discipline Spécialité | Discipline Spécialité     | Discipline Spécialité | Phase                      | Résultats                   | Références             |
| ------- | --------------------- | ------------------------- | --------------------- | -------------------------- | --------------------------- | ---------------------- |
| 13 h 00 |                       | Football Tournoi masculin | Compétition hommes    | Tour Préliminaire Groupe A | Irak 0 - 0 Danemark         | [ Feuille de match 1 ] |
| 15 h 00 |                       | Football Tournoi masculin | Compétition hommes    | Tour Préliminaire Groupe D | Honduras 3 - 2 Algérie      | [ Feuille de match 2 ] |
| 16 h 00 |                       | Football Tournoi masculin | Compétition hommes    | Tour Préliminaire Groupe A | Brésil 0 - 0 Afrique du Sud | [ Feuille de match 3 ] |
| 17 h 00 |                       | Football Tournoi masculin | Compétition hommes    | Tour Préliminaire Groupe C | Mexique 2 - 2 Allemagne     | [ Feuille de match 4 ] |
| 18 h 00 |                       | Football Tournoi masculin | Compétition hommes    | Tour Préliminaire Groupe B | Suède 2 - 2 Colombie        | [ Feuille de match 5 ] |
| 18 h 00 |                       | Football Tournoi masculin | Compétition hommes    | Tour Préliminaire Groupe D | Portugal 2 - 0 Argentine    | [ Feuille de match 6 ] |
| 20 h 00 |                       | Football Tournoi masculin | Compétition hommes    | Tour Préliminaire Groupe C | Fidji 0 - 8 Corée du Sud    | [ Feuille de match 7 ] |
| 21 h 00 |                       | Football Tournoi masculin | Compétition hommes    | Tour Préliminaire Groupe B | Nigeria 5 - 4 Japon         | [ Feuille de match 8 ] |

#### Feuilles de match
1. ↑  (en) « Football Men - First Round Group A - Match 1 IRQ vs DEN - Match report », sur fifa.com, 4 août 2016
2. ↑  (en) « Football Men - First Round Group D - Match 2 HON vs ALG - Match report », sur fifa.com, 4 août 2016
3. ↑  (en) « Football Men - First Round Group A - Match 3 BRA vs RSA - Match report », sur fifa.com, 4 août 2016
4. ↑  (en) « Football Men - First Round Group C - Match 4 MEX vs GER - Match report », sur fifa.com, 4 août 2016
5. ↑  (en) « Football Men - First Round Group B - Match 5 SWE vs COL - Match report », sur fifa.com, 4 août 2016
6. ↑  (en) « Football Men - First Round Group D - Match 6 POR vs ARG - Match report », sur fifa.com, 4 août 2016
7. ↑  (en) « Football Men - First Round Group C - Match 7 FIJ vs KOR - Match report », sur fifa.com, 4 août 2016
8. ↑  (en) « Football Men - First Round Group C - Match 8 NGA vs JPN - Match report », sur fifa.com, 4 août 2016